# 中武佳奈子
中武 佳奈子（なかたけ かなこ、1982年4月22日 - ）は、日本の元子役タレント、女優、歌手。本名は同じ。

## 略歴
母親の里帰り出産により大分県で生まれる。神奈川県で育つ。4歳の時に姉の勧めで子役事務所に入る。子役としてドラマやバラエティー番組で活動し、エヌ・エー・シー、イトーカンパニー、サムセクションミュージック、ウィンドーに所属していた。
その後も女優業を続け、堀越学園高校卒業。受験して実践女子大学に進学。2010年、28歳の時に芸能界を引退。その後一般男性と結婚し1子が誕生し大阪で暮らした。しかし子供が4歳になる前に夫と離婚。その後はシングルマザーとして生活している。芸能界引退後は売れなくて引退したことを受け入れられず、履歴書などでも元芸能人という素性を隠したため履歴書に不自然な空白が出来、そのせいで定職に就けなかった。また、家賃や光熱費を滞納したため一時期は路上生活者となりゴミ漁りまでして飢えを凌いだ。芸能引退とともに親とは縁を切っている。というより芸能界で売れていた時のような金がなくなったため親に見捨てられた。
2022年の『しゃべくり007』では約13年ぶりに明石家さんまと共演した。
2023年7月1日、山崎裕太が旗振り役として企画を立ち上げた特別番組、『あっぱれさんま大先生2023同窓会スペシャル』に出演。

## 人物
芸能界引退の理由に関しては中武によると、「事務所のトラブルが原因ですね。ある時から全く事務所に連絡が取れなくなってしまい、結果的に番組の収録を飛ばしてしまう事態に発展してしまったんです。ようやく連絡がついたと思ったら事務所の内情が様変わりして知ってるスタッフさんも誰もいなくなっていて。仕事ももらえない、当然生活できない。結果、そのタイミングで結婚に逃げて引退という形になりました」と語っている。そのような中でアダルトビデオへの出演話なども出て来て、自分が望んでいないのに脱ぐのは違うと怒りがわいてショックだったこともあったという。

## 親族
父親は海洋土木大手（マリコン）の東亜建設工業に勤める会社員。12 - 13歳上の姉がいて、母親が2人いるみたいな感じだった。姉は野村證券に入り、支店長になった。
中武の母の姉の子供（従兄弟）が医者になっているが、従兄弟の父親が癌で亡くなったため従兄弟2人の学費は中武の実家が出していた。学費は中武の子役時代のギャラで、3000 - 4000万くらいだった。従兄弟2人は脳外科の先生と乳癌の先生になった。

## 出演

### テレビドラマ
- 世にも奇妙な物語 第2部「ラッキー小泉」（1992年、フジテレビ）
- 電光超人グリッドマン（1993年 - 1994年、TBS） - 馬場カナ 役（レギュラー）
- ビーファイターカブト 第20話「河童訪ねて三千里!!」（1996年、テレビ朝日） - 平岡徳子 役
- サイコメトラーEIJI 第8話「24HOURS 顔のない殺人者」（1997年、日本テレビ）
- ウルトラマンティガ 第26話「虹の怪獣魔境」（1997年、TBS） - ババ・リエ 役
- ガラスの仮面 第1話「千の仮面を持つ少女」（1997年、テレビ朝日）
- 大江戸を駈ける! 第6話「狙われた休日」（2000年、TBS） - お小夜 役
- 水戸黄門 第31部 第7話「格も迷惑 意地っ張り母娘」（2002年、TBS） - おとせ 役
- 水曜ミステリー9 警察署長・たそがれ正治郎 第1作「隅田川不連続殺人」（2005年、テレビ東京） - 田沢 愛 役

### テレビ
- あっぱれさんま大先生（1988年11月21日 - 1996年3月、フジテレビ） - レギュラー
- FNS番組対抗!なるほど!ザ・春秋の祭典スペシャル（1989年、フジテレビ）
- イキイキ!地球家族（1992年 - 1993年、TBS）
- スーパーマリオスタジアム（1993年 - 1996年、テレビ東京）
- めちゃ×2モテたいッ!（1995年 - 1996年、フジテレビ）
- 64マリオスタジアム（1996年 - 2000年、テレビ東京） - 準レギュラー
- あかたのげん（2000年 - 2004年、テレビ東京） - レポーター（レギュラー）
- 世界ウルルン滞在記（2004年 - 2006年、TBS）
  - ロシア・ネネツ族編（2003.3.23）
  - 幸福と不幸そして感動の再会スペシャル（2003.9.21）
  - 中国・カザフ族編（2004.12.12）
  - スペイン・フラメンコ編（2005.6.19）
  - エクアドル・チョコレート編（2006.2.12）
- メレンゲの気持ち（日本テレビ）
- It's アクセス（テレビ東京） - レギュラー
- しゃべくり007（2022年4月11日、日本テレビ）

### 映画
- 5等になりたい。（1995年、共同映画） ※アニメーション映画
- 釣りバカ日誌16 浜崎は今日もダメだった♪♪（2005年、松竹） - 営業三課員 役

### CM
- ケイビー カップグラタン
- 日清食品 マグヌードル
- 日清シスコ シスコーン
- 日本火災海上保険
- カルビー 焼きとうもろこし

### ラジオ
- しんドル（1998年 - 1999年、JFN）

### オリジナルビデオ
- ホラーハウスVOL2 夢邪鬼 醒めない悪夢（1992年）
- 裁き屋 part.1 汚れた天使（2005年） - 宇藤茜 役
- 裁き屋 part.2 片翼の天使（2005年） - 宇藤茜 役

## 書籍

### 写真集
- カナちゃん。（2000年6月25日、ワニマガジン社）

## ディスコグラフィ

### シングル
- 約束 / サンキュッ！（2000年12月16日、日本クラウン） - 「約束」／第79回全国高等学校サッカー選手権大会イメージソング